# Christof Bauriedl
Christof Bauriedl, též Christoph Bauriedl (3. června 1828 Hostouň – 4. února 1907), byl rakouský politik německé národnosti z Čech, v 2. polovině 19. století poslanec Říšské rady.

## Biografie
Působil jako rolník v Hostouni, kde byl od roku 1849 členem obecního zastupitelstva a od roku 1870 starostou. Kromě toho působil od roku 1868 i jako okresní starosta.
V zemských volbách v březnu 1867 byl zvolen na Český zemský sněm za kurii venkovských obcí, obvod Horšovský Týn, Hostouň, Ronšperk. Do sněmu se vrátil v zemských volbách roku 1872. Mandát obhájil v zemských volbách roku 1878. Zastupoval liberální, provídeňskou a centralistickou Ústavní stranu.
Zemský sněm ho roku 1872 zvolil i do Říšské rady (celostátní parlament, volený nepřímo zemskými sněmy). Složil slib 10. května 1872.